# Nicole Bianchet
Nicole Bianchet (* 1975 in Los Angeles) ist eine Künstlerin und Musikerin.

## Biografie
Nicole Bianchet lebt seit 2002 in Berlin, davor lebte sie in den Niederlanden. Von 1995 bis 2001 studierte sie an der Staatliche Akademie der Bildenden Künste Karlsruhe  unter Karin Sander und Gustav Kluge Malerei. Des Weiteren erhielt sie von 1995 bis 2000 klassischen Gesangsunterricht. Von 2001 bis 2002 war sie Meisterschülerin bei Gustav Kluge.  Ausstellungen von Bianchet waren u. a. in Berlin, Zürich, Düsseldorf, Prag und Hamburg zu sehen. Im Zentrum ihres Schaffens steht die Malerei. Viele ihrer Arbeiten beziehen neben Malerei und Zeichnung auch Fotografie, Skulptur, Installation und vor allem Musik ein. Bianchet wird vertreten von der Galerie Michael Haas.

## Stil
Bianchet bezeichnet ihre mittel- bis großformatigen Bilder als "emotionale Landschaften". Für diese nutzt sie überwiegend große Sperrholzplatten als Bildträger, die sie mit dem Messer bearbeitet und bemalt. Die Schnitte hinterlassen Strukturen in der abstrakten Bildfläche, welche an Landschaften erinnern, oft surreal anmutend mit unnatürlichen Farben,  unwirklichen Pflanzen und gegenstandslosen Farbflächen. Romantische Umgebungen, wie einsame Wälder und Seen im Mondschein, werden dem Mystischen und Düsteren gegenübergestellt. Als Vorlage dienen Bianchet häufig auch Fotoarbeiten, in denen sich die Künstlerin, teils ausgestattet mit einfachen Accessoires oder bemalt mit Körperfarbe, in der sie umgebenden Natur inszeniert. Andere Arbeiten von Bianchet sind figurative Bilder von grell geschminkten Frauen mit großen Augen, als Akt oder Porträt, teils umgeben von Worten oder Satzfetzen.

## Ausstellungen (Auswahl)

### Einzelausstellungen
- 2017: Nicole Bianchet, Galerie Michael Haas, Berlin
- 2015: Apfelschmerzen. Zwei Konzerte von Nicole Bianchet und Fux Taxidios flankiert von ihren neuen Zeichnungen, tête, Berlin
- 2014: House of Silence, Kunstverein Pforzheim im Reuchlinhaus, Pforzheim
- 2013: Daphne's Grove, Galerie Michael Haas, Berlin
- 2012: Forest of Solitude, Waldeinsamkeit, Georg Scholz Haus, Waldkirch
- 2011: Meduse me, Galerie Haas AG, Zürich (CH)
- 2010: Listen to my Siren Songs, Galerie Michael Haas, Berlin
- 2009: Fiction rules Reality, deWillem3, Vlissingen (NL)
- 2008: Die Türme zu Blabbel oder der Heilway zur Doppelhöhle, mit Catherine Lorent, Westgermany, Berlin
- 2007: Art Brûlé mit Alex Tennigkeit, le 9bis, St. Etienne (F)
- 2006: Dry heart 2, Klara Wallner Galerie, Berlin
- 2005: Coup de Coeur (Focus Berlin), mit Markus Sixay & Simone Gilges, Crac Alsace, Altkirch (F)
- 2004: There's no place like home, Taubenstraße 13, Hamburg Nicole Bianchet, Klara Wallner Galerie, Berlin

### Gruppenausstellungen
- 2018: PAINTING still ALIVE… On the way to modernity, Centre of Contemporary Art, Toruń/Polen
- 2017/2018: Wohin das Auge reicht. Neue Einblicke in die Sammlung Würth, Kunsthalle Würth, Schwäbisch Hall
- 2016: Mir ist das Leben lieber / I Prefer Life – Sammlung Reydan Weiss, Weserburg / Museum für moderne Kunst, Bremen
- 2015: Ein Baum ist ein Baum ist ein Baum, Beck & Eggeling International Fine Art, Düsseldorf
- 2014: MiniAnimism.Kling & Bang, Reykjavik (Island)
- 2013: Dawn of the hermetics, Kosmetiksalon Babette, Bar i.d. Karl-Marx Allee, Berlin
- 2012: Landschaftsgänger, Parrotta Contemporary Art, Stuttgart und Berlin
- 2011: La Vallée Patibulaire, ehemalige Schlachterei in Schöneberg auf der "Roten Insel", Berlin
- 2010: Dream and Reality, Galerie Miro, Prag
- 2009: ZEIGEN, an audiotour, kuratiert von Karin Sander, Temporäre Kunsthalle, Berlin
- 2009: Big in Japan, Arcus Projekt, Moriya Itatoi Ibaraki (J)
- 2008: Techne, mit Sebastian Hammwöhner, Uwe Henneken, Anselm Reyle, Alex Tennigkeit, Gabriel Vormstein und Klaus Winichner, Galerie Michael Haas und Galerie Haas & Fuchs, Berlin
- 2008: Final Closing Show, mit Roger Herman, Paul McCarthy..., Black Dragon Society, Los Angeles, CA (USA)
- 2007: Art Brûlé,  Le (9) Bis, Saint-Etienne
- 2006: Slices of Life, Contemporary Photography, mit Martin Kippenberger, Pipilotti Rist, Richard Prince..., Ferenbalm-Gurbrü Station, Karlsruhe
- 2005: Leinzell open, mit Paul McCarthy, Jason Rhoades…, Collection Wickleder, Leinzell Coup de coeur III – A sentimental choice – Centre rhénan d'art contemporain, Altkirch

## Kuratorische Projekte
- 2011: Sommerprogramm deWillem3, Vlissingen (NL)
- 2007: inter berlin mit Conni Brintzinger, Keyfo Temur & Markus Paetz
- 2005–2006: showroom berlin mit Conni Brintzinger